# Алимов, Эннан
Энна́н Али́мов (крымскотат. Ennan Alimov; 1912—1941) — советский крымскотатарский писатель и художник.

## Биография
Эннан Мемутович Алимов родился в 1912 году в селе Черемисовка (Копырликой; ныне — в Белогорском районе Крыма), неподалёку от Белогорска, в крымскотатарской семье. После окончания девятилетней сельской школы, работал на табачной фабрике. В 1933 году поступил в художественную студию Н. С. Самокиша и в 1936 году закончил её. В 1937 году студия была преобразована в Крымское художественное училище, и с 16.07.1938 года (Приказ № 102 по управлению по делам искусства при СНК Крымской АССР от 19.07.1938 года) по сентябрь 1941 года Эннан Алимов был его директором. После начала Великой Отечественной войны ушёл на фронт. В 1941 году в воинском звании старшего сержанта погиб в бою в Донбассе.
Картины Эннана Алимова не сохранились. Репродукции его картин «Багъджы къызлар» («Девушки-виноградари»), «Орманда танъ» («Рассвет в лесу»), «Къайтарма ойнагьан къыз» («Девушка, танцующая хайтарму») были опубликованы в 1933—1936 годах в газетах «Яш къувет» («Молодая сила») и «Комсомольская правда».
В 1936—1941 году были опубликованы его рассказы «Родное село», «Горлица машет крылом» и «Рыбаки». Прототипом главной героини рассказа «Горлица машет крылом» стала его возлюбленная Эмине Смедляева. Стихотворения Алимова «Моя Родина» и «Встречая рассвет» опубликованы в газете «Литературный Крым».